# モン★スタートラベラー
『モン★スタートラベラー』は、2002年3月8日に日本のタイトーから発売されたゲームボーイカラー用ロールプレイングゲーム。
主人公を操作し、古代人が「コズミックモンスター（コズモン）」と対話が可能であった事の謎を調査するため、またコズモンを悪用しようと企む「ドグマダークス」と闘う事を目的としている。コズモンは50種類の形態が登場する。
開発はタイトーCP開発部が行い、原作および演出、監督は現在小説家として活躍している豊田巧が担当している。また音楽は著名な作曲家である服部克久が担当、パッケージ・イラストはイラストレーターの生頼範義が担当している。同日にカードゲーム『モン★スタートラベラー・バトルカード』も発売された。また、本作はタイトーから発売された最後の8ビット用ソフトとなった。

## ゲーム内容
本作は「コズミックモンスター（コズモン）を育成する事が目的のロールプレイングゲームである。言葉による意思疎通が不可能な「コズモン」との対話を望んだ主人公が、かつて「コズモン」と対話が可能であったと言われる古代人による「古代都市」を探すために旅に出る内容となっている。
「コズモン」には人間型の「ピトタイプ」やロボット型の「メガタイプ」、恐竜や動物型の「まるタイプ」の3種が存在し、トレーニングを行う事でパラメータの強化やそれぞれの特性により身体を変化させる事ができる。また、コズモンは10段階で50種類存在する。戦闘は3対3のチーム戦で行われ、「コズモン」は戦闘時に30種類のアニメーションパターンを有しており、攻撃時や被ダメージ時に様々なアクションを行う。

## 設定

### ストーリー
銀河のかなたにある星系、「トロアスターエリア」の星のひとつ、「スナスター」の「サンド村」に住む主人公は、誕生日のお祝いとして、宇宙に仕事に行っている父親から、「コズミックモンスター」（＝コズモン）の卵を3つ貰う。そこにお祝いのため、「エジスン」、「ハニー」という友人たちが来たため、主人公はこの2人にも卵を分ける。
その後ハニーの家に呼ばれた主人公は、そこで「かつて古代人はコズモンと話をする事ができた」という話を聞く。主人公は古代人がコズモンと話をできたのは何故かを調べるために村を旅立った。しかし、コズモンを利用して悪事を働こうとする集団「ドグマダークス」が主人公の行く手を阻むのであった。

### コズモン
コズミックモンスター、略称コズモンとは、この星系に生息するモンスターの事である。
人間とともにいるものも、野生のものも存在する。
「ピト」タイプ、「まる」タイプ、「メガ」タイプの大きく三種類に分けられる。それぞれ人間型、魔獣型、メカ型をしており、ピトは能力のバランスがよく、まるは攻撃力と自然タイプ（ほのお、みず、つち、かぜ）の属性が伸びやすく、メガは防御力と科学タイプ（エレキ、バイオ、ミサイル、レーザー）の属性が伸びやすい。それぞれのタイプのコズモンは、一部の例外を除き、名前の語尾に「～ピト」や「～まる」などとつく。
コズモンは町にあるトレーニング施設（有料）を利用する事でのみ育てられる。また、一定量のトレーニングを積むと、「しんか」「へんしん」などと言い、姿形が代わることがある。「しんか」は非可逆的であり、キャンセルもできない。
前述した属性（ほのお、みず、エレキなど）を持つものもいる。

## 登場人物

### 主要キャラクター
ここでは主な登場人物（一部コズモンを含む）を紹介している。
主人公
名前は6文字まで入力可能。サンド村に生まれ育った少年。父親は宇宙に働きに出かけており、実質上母親との二人暮し。古代人がコズモンと話す事のできた秘密を探るために村を出て旅立つ。年齢を示すものは作中には無いが、少なくとも18歳未満であり、恐らく10代前半と思われる。
エジスン
主人公の友人。発明好きであり、現在はシャトル作りに精魂を傾けている。主人公と同年代と思われるが、その発明の能力には特筆すべきものがある。ペンシルカンパニーのエンジニア、やまだいちろうを尊敬している。主人公が最初にメガを選んだ場合はピトを、それ以外の場合はメガを選ぶ。
ハニー
主人公の友人。将来の夢はコズモンの保育園を作る事であり、そのためにアルバイト（実際は財宝を独り占めするために「ゼニー・クレー」としてドグマダークスに潜入していた）をしている。「アルバイト」をしている事、エジスンが「ねえちゃん」と呼んでいる事などから、主人公よりは年上だと思われる。主人公が最初にまるを選択したときはピトを、それ以外の場合はまるを選択する。
ペリル
本作のヒロイン。ダディスの娘であり、ザラムーン調査隊の唯一の生存者とされる。古代人の都市「ピラミッダ」の秘密を知る者として、ドグマダークスに執拗に追いかけられる。行動力はあり、初対面の主人公を呼び捨てにしたりなどおしとやかとは言えないが、主人公に好感を抱いている事が見受けられる。父への思いが捨てきれないらしく、未だに父は生きていると信じている。
モラード
モリスターの「いやしがもり」に診療所を開く医者。実は言葉を話すコズモンであり、正体を隠すためにいつもフードをかぶっていたが、ある事をきっかけにフードをはずし、街中で診療所を開く事になる。医者としての腕前は一流であり、間違ってコズモンの攻撃を受け固まってしまった人なども治せるほどである。スナスターでしか取れない薬の材料である鉱石を取るために、スナスターまで来る事がある。
やまだいちろう
モリスターに本社のある会社「ペンシルカンパニー」のエンジニア。「ペンシルボート」や「ペンシルヘリ」などの商品を開発した。主人公に助けられた後に、主人公を手伝ってくれるようになる。
ボバ
モリスターの「ボバキャニオン」に住むコズモン。キャニオンに生まれてくるコズモンの卵を守っており、侵入者に対しては容赦しないが、主人公とそのコズモンの関係を見て、「人間にもいい人がいる」と気付き、ゲームクリア後は卵を譲ってくれるようになる。
ツマール・カタマール
マァルの兄。典型的なドジキャラクターであり、コズモンの攻撃を受けてカチカチになった挙句、地下水路に詰まってしまい、ジリコンバレーの水の供給を止めてしまったり、メロンジュースを頭からかぶったりする。その名前には、モラードも「しかし　あのなまえはなぁ・・・」と呆れていた。
マァル･カタマール
ツマールの妹。丸いメガネをかけている。典型的な萌えキャラクターである。
カトリーヌ・ステェファン
モリスターの遊園地「マリンランド」の社長令嬢。おしとやかな性格であり、主人公の事はいつでも「さん付け」で呼ぶ。また、初対面の主人公が自宅に入って来、受付嬢に門前払いを受けかけていたところに友人として招き入れた事もある。その後主人公をデートに誘うが・・・。
ノラ
かつてドグマダークスに所属していたが、抜け出してきた。年代は主人公前後であるが、モリスターのモリリン町に両親と兄弟がいる。特殊なコズモン「ハーディー」と共にいるが、それが原因でドグマダークスに追われる事になる。
オキナルド
ペンシルカンパニー往年の名エンジニア。やまだいちろうに尊敬されている。現在は孫娘のプチナータとともにミズスターのアイランド町にすむ。オキナルドの娘とその夫、すなわちプチナータの両親はザラムーン探検隊のメンバーであり、今も行方不明である。また、ティア伯爵一家と仲が良かった。
ティア･ドロップ
ティア伯爵の一人息子。数年前に起こった火事で両親を失い、ドグマダークスに育てられた。やがて自ら頼んでコズモン「ガラスボーイ」に改造してもらうが・・・。

### ドグマダークス
主人公の行く手を阻む悪の集団である。ここではその幹部クラスを紹介する。
殆どが何かをもじった名前であり、名が体を表している場合が多い。
ゲン・ナリー
スナスター宇宙ポートの発電所を乗っ取った者。主人公の目の前でペリルを拉致し、その足止めにコズモンを放った。何か行動をする（一歩進む、一文をしゃべるなど）するたびに『ドラゴンクエストVI 幻の大地』のテリーのように「ふっ・・・」と言う癖がある。
ゼニー・クレー
ハニーの変装した姿。髪形はポニーテールになり、目を覆い隠す仮面をかぶっている。
マージ・ギレー
ST-99からのモリスター行きシャトルをスペースジャックした者。名前の通りキレやすい。
マヤ・カッシー
サンドシップを乗っ取った女性の幹部。ペリルを閉じ込めてもいた。髪と唇の色が緑色である。
ダイ･ナッシー
「ドグマダークス一の大男」と自称する者。オドロブリッジを破壊したり、ナビゲータを破壊しかけた事もある。
ヤーナ・コッター
ジュノサイドエリアのサイファイ大使を拉致した者。「汚い戦闘なら誰にも負けない」と自称する。外見は初老の男性である。
サイ
主人公に偽の電報を送り、あたかも母親が病気になったかのように見せかけて主人公をおびき寄せ、始末しようとした女性幹部。薄青色のロングヘアである。
パック
ノラのコズモン、ハーディーを連れ去った者。オカマである。
イカ・サマー
アクアポリスの宇宙港で暗躍する詐欺師。自称「ドグマダークス一の天才詐欺師」であり、主人公の所持金も騙し取った。だが逃げるときに自分の財布を忘れたりもする。緑色のショートヘア。
アーネ・サン
ドグマダークスのナンバー2の女性幹部。ミズスターのミズフジ山を乗っ取ったり、ペリルをドグマタワーに拉致して主人公と取引をしようとした。寒がりでもある。
ドグマ5
ドグレッド、ドグブルー、ドグホワイト、ドグイエロー、ドグピンクの5人衆。自身がコズモンと化した、「ドグマダークス一の戦闘集団」である。
ビック・リー
ドグマダークスのリーダー、本作の最終ボスである。ピラミッダの財宝に目をつけており、彼の地で主人公と対戦する事になる。金髪の若い男である。専用のコズモン（ビックB、ビックI、ビックC）を使う。

## スタッフ
- 原作、演出、監督：豊田巧
- 音楽、作曲：服部克久
- シナリオ、セリフ：さとうようこ
- パッケージ・イラスト：生頼範義
- モンスター・デザイン：ろた公
- キャラクター・デザイン：HINO JUN
- ロゴ・デザイン：MACCO
- マップ・デザイン：やまだひろゆき
- キャラクター・ディレクター：寺田幸司
- システム設計：谷酒雄一郎
- プログラム：みきや、堀正明
- サウンド：ありかわまさと、たま、こにししほ
- 解説書：もがみ
- スペシャル・サンクス：ふかおあきこ、よしだしげる、倪健興
- マーケティング：おおやま、いいおかこうじ

## 評価
- ゲーム誌『ファミコン通信』の「クロスレビュー」合計24点（満40点）となっている[3]。

- ゲーム本『ゲームボーイパーフェクトカタログ』では、戦闘時に豊富なアニメーションがある事を指摘した他、「全体的に丁寧な作り」とした上で操作性に問題がない事や万人向けである事、ボス戦以外の戦闘が逃走可能である事やヒントが理解しやすい配置である事などを肯定的に評価している[2]。